# 置田浩紳
置田 浩紳（おきた ひろのぶ、1984年6月7日 - ）は、日本の俳優。
大阪府出身。日本の舞台俳優。1997年、芸能プロダクションに所属。1999年デビュー。劇作家・菱田信也のもとで舞台に出演。2008年から2013年まで劇団ブラックロックに所属し活動。現在は舞台を中心に多方面に活動中。現代アクション、殺陣が得意。

## 出演

### テレビ・ドラマ
- 「鞍馬天狗」（NHK 2008年）
- 「忠臣蔵　瑤泉院の陰謀」（TX 2007年）
- 「ダイブ・トゥ・ザ・フューチャー」（KTV 2006年）
- 「京舞妓殺人事件2」（KTV 2005年）
- 「新・部長刑事　アーバンポリス24」（ABC 2000年）
- 「その時歴史が動いた」（NHK）

### 映画
- 「ST赤と白の捜査ファイル」（2015年）
- 「アイムヒア―ぼくはここにいる―」（2007年）

### CM
- 「グリコ『熟カレー』」（2000年）

### ラジオ
- FMシアター『豆腐と花束』

### VP
- メノガイヤ

### スチール
- MBS『センバツバーニングスタジアム』
- 履正社高等学校ポスター
- 西神中央プレンティ
- プリングルズ

### 舞台
2002年
- 菱田信也事務所『Bizz』

2003年
- 菱田信也事務所『パパと呼ばないで』 主演
- 菱田信也事務所『エスコッチュ』（ON AIR大阪）

2004年
- 菱田信也事務所『蟹京都〜試作版』
- 劇団往来＆舞夢プロプロデュース『バカボンド・ララバイ〜近松半世紀〜』 主演
- 菱田信也事務所『パパと呼ばないで』再演（HEP HALL） 主演

2006年
- 菱田信也事務所『ブレイク』 主演
- 菱田信也事務所『蟹京都』
- 菱田信也事務所『ららぽぴんズ』 主演
- 菱田信也事務所『ら★ら★ぽぴんズ2nd地獄の奮闘公演☆決死リクエスト巡礼演歌“ボクらんトコこないか？”ふたり旅。』 主演

2007年
- 大阪カルチャーナイト実行委員会『踊るシジフォス！1615』（大阪城音楽堂）

2008年
- アクティングラボ・無現『フェイク・夏の夜の夢』
- アクティングラボ・無現『フェイク・お気に召すまま』

2009年
- BLACK★ROCK『日本戦士〜ジャパニーズヒーロー〜』 主演

2010年
- BLACK★ROCK『高円寺レスラー〜馬鹿だけど真っ直ぐだから神様の目に涙〜』（座・高円寺）
- パークノースシアター『町工場チョビ髭てん次3』（南大塚ホール）

2011年
- BLACK★ROCK『オリオンガール』

2012年
- 俳優陣O2K『ザ・中学教師2』主演
- パークノースシアター『何か言ったか？〜What are you want？〜』（きゅりあん）

2013年
- JUN-JO-NETSU『広島に原爆を落とす日』（萬劇場）
- BLACK★ROCK『カラフル〜春が待ち続けた鬼〜』（座・高円寺）
- 俳優陣O2K『GOOD-BYE JOURNEY』（TACCS1179）
- パークノースシアター『恭子「…もう少し、醤油かも。」』（きゅりあん）

2014年
- 劇団東京トライアングル『迫真誘欺』（萬劇場）
- Dish『ラフ〜絵のある風景〜』（シアターグリーンBASE THEATER）

2015年
- 俳優陣O2K『見果てぬ夢』
- トツゲキ秘密倶楽部『合言葉はパールホワイト』

2016年
- シアター青芸『THE WINDS OF GOD』（旅公演）
- トツゲキ秘密倶楽部『金曜はダメよ♡』（劇小劇場）
- BLUE HIPS『バクステ』（上野ストアハウス）
- 俳優陣O2K『風を継ぐ者』（TACCS1179）

2017年
- ジグジグストロングシープスグランドロマン『ビートバン！ゴー！ゴー！』 （上野ストアハウス）